# Frenchmans Cap
Frenchmans Cap är ett berg i Australien. Det ligger i regionen  West Coast och delstaten Tasmanien, i den sydöstra delen av landet, omkring 140 kilometer nordväst om delstatshuvudstaden Hobart. Toppen på Frenchmans Cap är 1 446 meter över havet.
Frenchmans Cap är den högsta punkten i trakten. Trakten runt Frenchmans Cap är nära nog obefolkad, med mindre än två invånare per kvadratkilometer.. Det finns inga samhällen i närheten. 
I omgivningarna runt Frenchmans Cap växer i huvudsak städsegrön lövskog. Genomsnittlig årsnederbörd är 2 407 millimeter. Den regnigaste månaden är september, med i genomsnitt 283 mm nederbörd, och den torraste är februari, med 92 mm nederbörd.